# Predrag Đorđević (calciatore 1990)
Predrag Đorđević (in serbo Предраг Ђорђевић?; Leskovac, 30 giugno 1990) è un calciatore serbo, difensore dello Sloga Leskovac.

## Caratteristiche tecniche
Gioca come terzino destro ma può essere schierato anche in posizione più avanzata.